# محافظة يومو
Yomou هي محافظة غينية تقع في إقليم نزيريكوري وعاصمتها هي يومو. تبلغ مساحة المحافظة 3920 كيلومتر مربع ويقدر عدد سكانها بـ 114.371 نسمة.
اعتبارا من عام 2005، يقدر عدد سكان مدينة يومو بحوالي 12000 نسمة. تعد المدينة مركزًا تجاريًا مهمًا لمنطقة مرتفعات غينيا.

## المحافظات الفرعية
تنقسم المحافظة إدارياً إلى 7 محافظات فرعية :
1. يومو مركز
2. بانيه
3. بهيتا
4. بينامو
5. بوي
6. جيكي
7. بيلا